# 5-та батальйонна тактична група (Україна)
5-та батальйонна тактична група (5 БТГр, в/ч А1493, пп В2749) — формування Десантно-штурмових військ Збройних сил України. Дислокується в селі Терентіївка Полтавської області. Входить до складу 81-ї окремої аеромобільної бригади.

## Історія
31 грудня 2014 року начальник Генштабу Віктор Муженко підписав директиву про створення батальйонно-тактичної групи «Кремінь». Місцем її тодішнього формування було визначено місто Кременчук, звідки й походила назва. Її планували розмістити на пункті постійної дислокації 107-го ракетного артилерійского полку, але підполковник Захаржевський з 107-го полку сказав, що їм ніде розмістити 1000 військовослужбовців БТГр, бо не залишиться місця для власних військовослужбовців після повернення із зони бойових дій, і запропонував формувати БТГр у Житомирі.
5 БТГр формувалася на початку березня 2015 року з військовослужбовців, призваних в ході проведення 4-ї хвилі мобілізації, на 37-му загальновійськовому полігоні під Житомиром. Протягом березня-червня частина поповнювалася особовим складом, технікою та озброєнням, проводилася допідготовка.
12 червня 2015 року, після бойового злагодження підрозділів, 5 БТГр висунулася до зони бойових дій на сході. Постійнойною дислокацією частини визначили м. Миколаївка Донецької області (сектор «С»).
16 червня 2015 року 5 БТГр увійшла до складу 81-ї окремої аеромобільної бригади.
Із січня 2019 року 5 батальйонна тактична група 81 окремої десантно-штурмової бригади базувалася в селі Терентіївка.

### Російське вторгнення 2022 року
Після російського вторгнення 2022 року перебувала на Запорізькому напрямку.

## Командування
- підполковник Чуйко Олег Анатолійович[6]
- (2016 — ???) полковник Герасименко Ігор Леонідович
- (2022) Ішкулов Еміль Шамільович[5]